# إيرهارد هيلر
إيرهارد هيلر هو لاعب هوكي جليد كندي، ولد في 2 يونيو 1910 في كيتشنر في كندا، وتوفي في 15 يونيو 1980.

## وصلات خارجية
- إيرهارد هيلر على موقع دوري الهوكي الوطني (الإنجليزية)
- إيرهارد هيلر على موقع EliteProspects.com (الإنجليزية)
- إيرهارد هيلر على موقع HockeyDB.com (الإنجليزية)
- إيرهارد هيلر على موقع Hockey-Reference.com (الإنجليزية)